# 1991年日本

## 政府
- 天皇：明仁
- 內閣總理大臣：海部俊樹→宮澤喜一

## 大事記
- 1991年，日本泡沫经济宣告破灭，日本经济陷入长期低迷状态。
- 相扑运动员，第58代横綱千代之富士貢退役，日本相扑界进入了一个世代交替的时期。
- 朱麗安娜东京风格开始流行。
- 饮料可爾必思水畅销，逐渐成为话题。
- 2月14日：日本足協宣佈日本足球職業化，並擬於1992-93年間開始賽事。
- 6月3日：雲仙岳爆發。
- 7月12日：曾翻譯《撒旦詩篇》的筑波大學副教授五十嵐一遭人殺害，迄今仍未偵破。
- 10月10日：日本與愛沙尼亞建交。
- 11月5日：宮澤喜一接任首相職務。
- 12月28日：日本承認亞塞拜然、亞美尼亞、烏克蘭、烏茲別克、哈薩克、吉爾吉斯、塔吉克、土庫曼、白俄羅斯及摩爾多瓦為獨立國家。[1]

## 出生
- 4月22日——齊藤壯馬，配音員。
- 6月26日——花江夏樹，配音員。
- 6月30日——天月，歌手。
- 10月11日——西山宏太朗，配音員。
- 10月23日——眞子內親王，日本皇族。
- 12月19日——上坂堇，配音員。
- 12月26日——佐香智久，歌手。

## 逝世
- 5月15日——安倍晉太郎，政治人物。